# Mike Herbert
Mike Herbert (Belleville, 30 de septiembre de 1960) es un deportista estadounidense que compitió en piragüismo en la modalidad de aguas tranquilas. Ganó tres medallas en el Campeonato Mundial de Piragüismo en los años 1989 y 1990, y seis medallas en los Juegos Panamericanos entre los años 1987 y 1995.

## Palmarés internacional
| Campeonato Mundial   | Campeonato Mundial            | Campeonato Mundial | Campeonato Mundial |
| Año                  | Lugar                         | Medalla            | Competición        |
| -------------------- | ----------------------------- | ------------------ | ------------------ |
| 1989                 | Plovdiv (Bulgaria)            | Medalla de bronce  | K1 500 m           |
| 1990                 | Poznań (Polonia)              | Medalla de plata   | K1 500 m           |
| 1990                 | Poznań (Polonia)              | Medalla de plata   | K2 500 m           |
| Juegos Panamericanos |                               |                    |                    |
| Año                  | Lugar                         | Medalla            | Competición        |
| 1987                 | Indianápolis (Estados Unidos) | Medalla de oro     | K2 500 m           |
| 1987                 | Indianápolis (Estados Unidos) | Medalla de oro     | K4 1000 m          |
| 1991                 | La Habana (Cuba)              | Medalla de oro     | K1 1000 m          |
| 1991                 | La Habana (Cuba)              | Medalla de plata   | K1 500 m           |
| 1995                 | Mar del Plata (Argentina)     | Medalla de plata   | K4 500 m           |
| 1995                 | Mar del Plata (Argentina)     | Medalla de plata   | K4 1000 m          |